# 2175 Andrea Doria
Andrea Doria (asteróide 2175) é um asteróide da cintura principal, a 1,7588326 UA. Possui uma excentricidade de 0,2062512 e um período orbital de 1 204,75 dias (3,3 anos).
Andrea Doria tem uma velocidade orbital média de 20,00884512 km/s e uma inclinação de 3,70133º.
Esse asteróide foi descoberto em 12 de Outubro de 1977 por Paul Wild.